# 任時芳
任時芳（1563年5月9日—？），字士泰，號鳳岑，四川潼川州鹽亭縣人，明朝政治人物。

## 生平
嘉靖癸亥四月十八日生，治礼记。萬曆十三年（1585年）乙酉科四川鄉試第五名舉人，十七年（1589年）中式己丑科會試第三百三十九名，未殿試，二十三年（1595年）補乙未科殿試，登三甲一百七十九名進士。工部觀政，六月授山東金鄉縣知縣，三十一年升刑部主事，三十四年升员外郎、郎中，三十五年升韶州府知府，三十八年（1610年）九月升江西按察司副使。四十一年考察去職。

## 家族
曾祖任秉信；祖父任友端，學正；父任纘，教諭，敕贈文林郎知縣。母蘇氏，敕贈太孺人。永感下。兄明芳。弟暘芳。